# Cédric Gracia
Cédric Gracia (Pau, 23 luglio 1978) è un ex mountain biker francese, vincitore di cinque prove di Coppa del mondo.

## Carriera
È stato uno dei biker più completi a fine anni 1990, essendo arrivato a livelli di primissimo piano nel downhill, nel dual slalom, nel four-cross e in manifestazioni di slopestyle e simili. Non è però mai riuscito a cogliere un successo pieno ai campionati del mondo o nella classifica finale della coppa del mondo, ma fermandosi a vittorie parziali o piazzamenti importanti.

## Palmarès

### MTB
- 1998

2ª prova Coppa del mondo, Downhill (Nevegal)
- 2000

8ª prova Coppa del mondo, Downhill (Leysin)
4ª prova Coppa del mondo, Dual slalom (Mont-Sainte-Anne)
- 2002

1ª prova Coppa del mondo, Four-cross (Fort William)
- 2003

1ª prova Coppa del mondo, Downhill (Fort William)

## Piazzamenti

### Competizioni mondiali
- Coppa del mondo

1995 - Downhill:
1996 - Downhill:
1997 - Downhill:
1998 - Downhill: 3º
1999 - Downhill: 5º
1999 - Dual slalom: 3º
2000 - Downhill: 4º
2000 - Dual slalom: 2º
2001 - Downhill: 5º
2001 - Dual slalom: 5º
2002 - Downhill: 2º
2002 - Four cross: 2º
2003 - Downhill: 2º
2003 - Four cross: 5º
2004 - Downhill: 4º
2004 - Four cross: 2º
2005 - Downhill: 4º
2005 - Four cross: 3º
2006 - Downhill: 10º
2006 - Four cross: 4º
2008 - Four cross: 4º
- Campionati del mondo

Cairns 1996 - Downhill Juniores: 2º
Château-d'Œx 1997 - Downhill: 3º
Mont-Sainte-Anne 1998 - Downhill: 5º
Åre 1999 - Downhill: 5º
Sierra Nevada 2000 - Downhill: 7º
Sierra Nevada 2000 - Dual slalom: 9º
Vail 2001 - Downhill: 10º
Vail 2001 - Dual slalom: 2º
Kaprun 2002 - Downhill: 4º
Kaprun 2002 - Four-cross: 2º
Lugano 2003 - Downhill: 8º
Lugano 2003 - Four-cross: 6º
Les Gets 2004 - Downhill: 8º
Les Gets 2004 - Four-cross: 57º
Livigno 2005 - Downhill: 8º
Livigno 2005 - Four-cross: 14º
Rotorua 2006 - Downhill: 7º
Fort William 2007 - Downhill: non partito
Fort William 2007 - Four-cross: 13º
Fort William 2008 - Four-cross: 9º